# 新索尔达特卡农村居民点
新索尔达特卡农村居民点（俄语：Новосолдатское сельское поселение）是俄罗斯联邦沃罗涅日州列皮约夫卡区所属的一个农村居民点。其下辖有1个居民点，行政中心为新索尔达特卡。据2016年统计，该农村居民点的人口为903人。